# 天台粗皮蛙
天台粗皮蛙（学名：Glandirana tientaiensis）为赤蛙科腺蛙属的两栖动物，是中国的特有物种。分布于浙江、安徽等地，常栖息于山区溪流附近。该物种的模式产地在浙江天台。

## 形态特征
天台粗皮蛙体型肥壮，雄蛙体长44毫米，雌蛙体长51毫米。身体背部粗糙，呈浅黄褐色，具有黑色斑点；四肢具有青色宽横纹；咽喉部为棕色，身体腹部为浅黄色。